# Palais du Seif
Le palais du Seif (قصر السيف) est un palais situé dans la ville de Koweït, capitale du pays du même nom. Il s'agit d'une résidence royale. La résidence principale de la famille royale étant le palais de Bayan, le palais de Seif est donc utilisé principalement pour les cérémonies ou des événements spéciaux.
Les visiteurs ne sont pas autorisés à entrer dans le palais et il est entouré du haut-murs pour empêcher l'observation.

## Histoire
Le palais a été construit en 1896 par Moubarak al-Sabah.
Après 3 ans de construction, Moubarak al-Sabah étendit le palais en lui ajoutant une aile supplémentaire. La construction s'est terminée en 1910. En 1913, il fut le premier bâtiment du Koweït à recevoir l'électricité.
En 1880, le palais du Seif était le siège du gouvernement du Koweït mais avait été endommagé pendant les invasions irakiennes. Le gouvernement décida donc de le rénover en 1909.

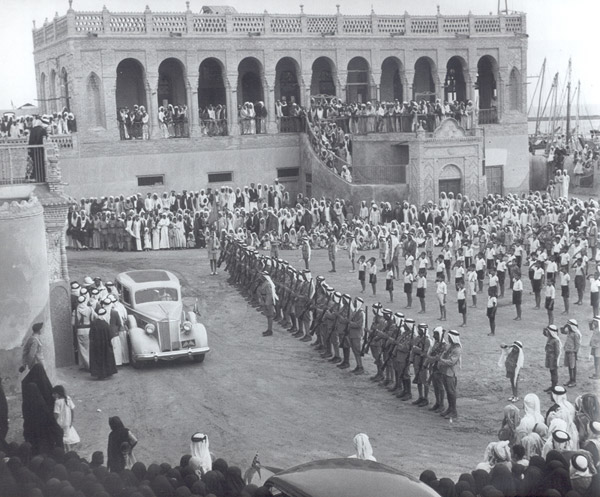
Célébration au palais du Seif en l'honneur de Cheikh Ahmad al-Jaber al-Sabah, 1944.

Le 7 février 1917, une inscription fut gravée sur la porte principale du palais : « S'il a duré pour les autres, il se devait de ne pas avoir disparu pour vous. »
Une nouvelle restauration eut lieu en 1964.
La tour du palais de Seif a reçu un missile de plein fouet pendant la guerre du Golfe. Smith of Derby Group (en) a remplacé l'horloge iconique de la tour. Il s'agissait de la seule entreprise non-américaine à avoir obtenu un contrat de reconstruction dans le pays à la suite de la guerre. Cette reconstruction eut lieu en 1987.

## Architecture
La surface du palais occupe 45 000 m2 qui incluent un lac artificiel, une piste d’atterrissage pour hélicoptères et quai d'amarrage pour yachts.
Le palais est un exemple d'architecture islamique présentant un travail original de mosaïque.
Sa tour-horloge est couverte de tuiles bleues et d'un dôme couvert de feuilles d'or. Des matériaux locaux comme de l'argile, des rochers, du calcaire, du bois et des métaux ont été utilisés pour sa construction.